# Schloss Trautenburg

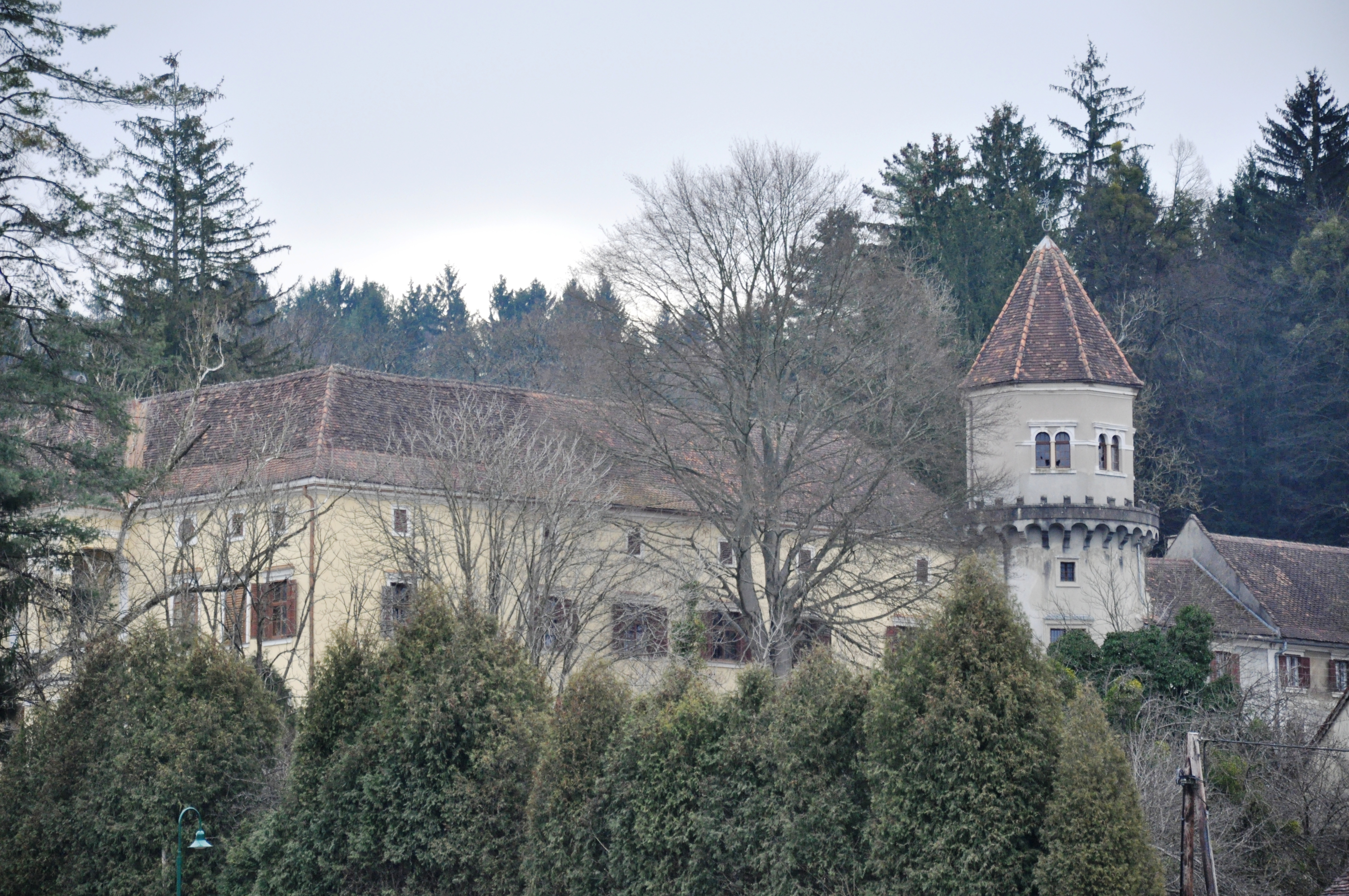
Schloss Trautenburg 2012

Das Schloss Trautenburg liegt in der Gemeinde Leutschach (Katastralgemeinde Schloßberg) in der Steiermark. Es ist aus dem ehemaligen Meierhof der Burg Schmirnberg hervorgegangen.

## Geschichte des Schlosses

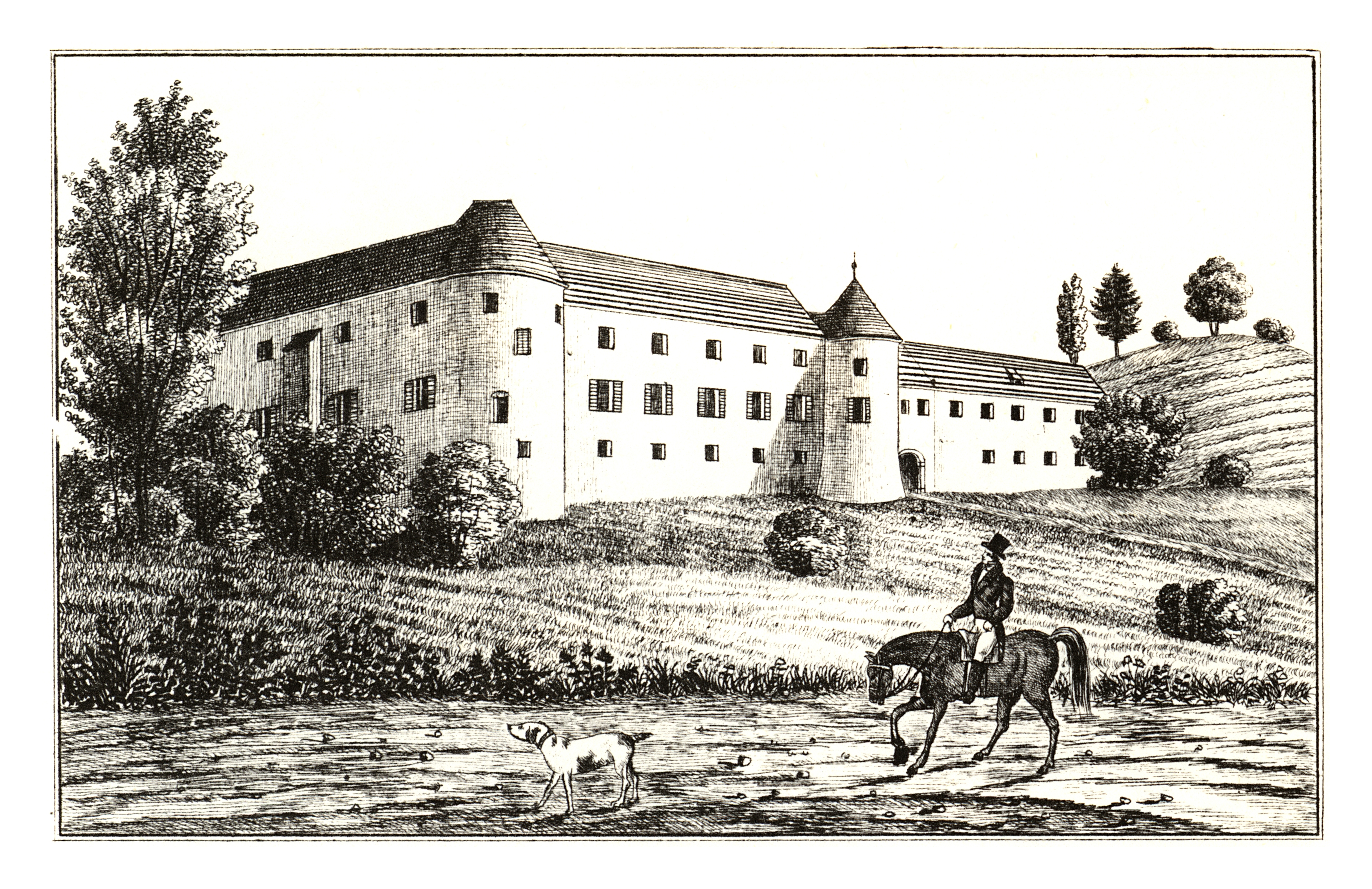
Schloss Trautenburg, Lithografie aus dem 19. Jahrhundert

Schloss Trautenburg wird 1234 erstmals als Hof des Reinhard II. von Mureck, Herr auf Schmirnberg, urkundlich genannt. Im Gegensatz zur Burg Schmirnberg (auch Schmirenberg, Schmierenberg, slow. Žlemberk), die ein Lehen vom Stift St. Paul im Lavanttal war, gehörte der Meierhof immer dem jeweiligen Burgherrn. Laut BLKÖ soll es sich bei Schloss Trautenburg ursprünglich um die Trappenburg, den Stammsitz des später nach Tirol eingewanderten Herren von Trapp handeln.
Zu Beginn des 14. Jahrhunderts ging der Hof an die Grazer Bürgerfamilie Wakkerzil, die ihn zu einem Edelsitz ausbaute. Danach kam der Besitz 1493 an die Herren von Trautmannsdorf. Ehrenreich von Trautmannsdorf ließ ab 1581 den immer noch bescheidenen Ansitz zum vierflügeligen Schloss ausbauen. Ihm wurde erlaubt, das bis dahin Schloss Leutschach genannte Schloss in Trauttenburg umzubenennen. Er hätte als Protestant das Land verlassen müssen, starb aber 1636 noch im Schloss, das er seinem katholisch gewordenen Sohn Otto Ehrenreich vermacht hatte. Durch Erbschaft kam das Schloss an Wolf Maximilian von Eibiswald. Nach Erbschaftsstreitigkeiten (1701 wurde das Schloss von Bewaffneten gestürmt und der Verwalter gefangen genommen) und großer Verschuldung erwarb 1759 Josef Boset das Schloss. Er wurde 1769 von Kaiserin Maria Theresia in den Ritterstand erhoben. Von da an durften er und seine Nachkommen sich Boset von Trautenburg nennen. 1837 erwarben der Rechtsanwalt und Politiker Dr. jur. Cajetan Bouvier und seine Gemahlin Antonia Bouvier den Besitz und die Herrschaft; ein im Auftrag von Kaiser Ferdinand I. ausgestellter Lehensbrief ist erhalten. (Das Lehenswesen in Österreich wurde erst 1848 abgeschafft.) Schon bald aber folgten andere Besitzer: 1844 verkaufte Adolphus Innocentius von Ritter das Anwesen an Moritz Ritter von Pistor. Von ihm erwarben es 1853 der Wohledelgeborene Herr Ignaz (v.) Kreuzberger und seine Gemahlin Amalie, geb. Korlin, und erweckten das Schloss durch großzügige Renovierungen zu neuem Leben. 1890, nach dem Tod seiner Eltern, verkaufte ihr Sohn Richard (v.) Kreuzberger Schloss und Gut an Karl (v.) Kuhn. Aber eine plötzliche Erkrankung seiner Gemahlin veranlassten diesen, es schon 1892 an Kommerzialrat Ferdinand Hauschka zu verkaufen, der es gemeinsam mit seinem Sohn Hugo zu einem imposanten und komfortablen Sommersitz ausbaute und in großer Gastfreundschaft und für kulturelle Anlässe nutzte. Offensichtlich in Vorbereitung seiner Eheschließung und seiner Übersiedlung nach Berchtesgaden suchte Hugo Hauschka das Anwesen zu verkaufen. So gelangte es 1907 an Rüdiger Seutter von Loetzen und seine Gemahlin Anna, geb. Marchesina Tacoli dei Marchesi di San Possidonio.
Wie der spätere Besitzer Herbert Rauch-Höphffner von Brendt u. a. im Abschnitt „Seutter von Loetzen“ seines Beitrags „Schloss Trautenburg“ zum Sammelband „Die Rebenland-Chronik“ detailreich ausführt, war es ein letztes Mal zur Zeit der Monarchie, dass es auf Trautenburg eine „Hofhaltung“ gab, mit zahlreichen Einladungen und Festen und mit bedeutenden Gästen aus Politik, Wirtschaft, Aristokratie und Nachbarschaft. Zur Herrschaft gehörten mehrere Güter und Liegenschaften, mit Äckern, Wiesen, Weiden, Weingärten und Waldungen, auch eine Ziegelei, die teilweise verpachtet waren. Die Bewirtschaftung leitete ein Verwalter. Für Haus und Hof waren ein Stubenmädchen, eine Kammerjungfrau, zwei Köchinnen, zwei männliche Bedienstete, ein Gärtner sowie ein Ober- und ein Unterkutscher zuständig. 1908 wurden für Besuchsfahrten zu Nachbarn und für Erledigungen in Marburg vier prachtvolle Pferde (Fuchsen) samt Wagen gekauft. So einen Viererzug gut zu fahren war eine Kunst; neben dem Kutscher hatte auf dem Kutschbock auch ein Leibjäger zu sitzen, der mit einer Trompete vor jeder Kurve blasen musste, um Entgegenkommende zu warnen. Auf den Feldern des Guts wuchs vorwiegend Korn und Weizen, die Wiesen wurden jeweils von 25 Mahdern auf einem Stiche gemäht. Im Schlosspark waren mehrere Pfaue, deren Schreie weit hörbar waren. Noch 1941 standen im Pferdestall 2 Pferde; im Kuhstall 18 Kühe, 2 Kalbinnen trächtig, 2 Kälber und 1 Stier; im Ochsenstall 5 Ochsen und 1 Stier; im Schweinestall 19 Schweine; im Papperl-Stall 12 Kalbinnen; im Keller lagerten diverse Weine und Most und an Getreidevorrat gab es Roggen, Wintergerste, Sommergerste, Saathafer, Weizen und Mais.
1908 erfolgte die Grundsteinlegung der neuen Pfarrkirche von Leutschach, die 1911 eingeweiht wurde. Die Wappen der Familien Seutter von Loetzen und Tacoli in einem Fenster beim Hochaltar der Kirche erinnern noch heute an ihre Unterstützung beim Bau des Gotteshauses. 1915 waren etwa 40 bis 50 russische Kriegsgefangene zur Arbeit auf Trautenburg und haben Regulararbeiten zur Anlage eines Weingartens durchgeführt. Aber der Nationalitätenkonflikt und die sozialrevolutionäre Stimmung hatten die Fortsetzung einer bisher erfolgreichen Bewirtschaftung ohne die einheimischen Arbeitskräfte, die ja zum Kriegsdienst eingezogen waren, praktisch unmöglich gemacht. Und weil der patriotisch gesinnte Schloß- und Gutsherr ein riesiges Darlehen aufgenommen und damit Kriegsanleihen gezeichnet hatte, kam es 1916 aus wirtschaftlichen Gründen zum Verkauf von Trautenburg an die Ehepaare Josef und Josefine Kratschmer und Franz und Hedwig Zemanek, je zu einem Viertel, und von diesen 1918 an den k.k. Hofgestütmeister, dann Hofgestütdirektor, Emil Finger, der den von Lipizza vorläufig nach Laxenburg geretteten Lipizzanern eine dauerhafte Bleibe im „k. u. k. Hofgestüt Schloss Trautenburg“ schaffen wollte. Nach Ende des Kriegs bewogen ihn vermutlich die erbitterten Kämpfe um den Grenzverlauf zwischen der österreichischen Steiermark und der später jugoslawisch gewordenen Untersteiermark, seit 1991 Teil von Slowenien, und die ängstliche Frage, auf welcher Seite sich Leutschach und die Trautenburg künftig befinden würden, zum Verkauf. So werden 1919 als Kurzzeitbesitzer Karl Potgorscheck, Adolf Eibel und zuletzt Max Witerzen und Max Brunlechner, je zur Hälfte, genannt. Bereits im Jänner 1920 wurde das Anwesen vom Schweizer Elektro-Ingenieur Eduard Buser unter Beteiligung seines Vaters und seiner 5 Brüder erworben. Von ihnen kaufte es Carl Amgwerd im Jahr 1928, aber nach dem Anschluss Österreichs an das Deutsche Reich und während der sich anbahnenden kriegerischen Ereignisse verkaufte er, der Schweizer Staatsbürger geblieben war, die Trautenburg 1941 an Umsiedler aus dem heutigen Polen, an Graf und Gräfin Anton und Camilkla Ostrowski. 
1944 wurde das Schloss von Fliegerbomben getroffen, drei Bewohner starben. Zu Kriegsende und in der Nachkriegszeit war es Unterkunft für Partisanen und Besatzer, und es geschahen schreckliche Dinge. Ein Aufschwung ergab sich erst 1974, als Trautenburg von Herbert I. Rauch-Höphffner erworben wurde. Das Schloss wird mit Spukgeschichten verbunden, auch die Wilde Jagd soll bei ihm aufgetreten sein.

## Baubeschreibung
Das Schloss ist eine zwei- bis dreigeschoßige, vierflügelige Anlage mit zwei von ehemals vier Ecktürmen um einen großen Innenhof. Der Westflügel hat Pfeilerarkaden im Erdgeschoß und Rundbogenfenster im Obergeschoß, der Ostflügel einen offenen Gang auf mittelalterlichen Kragsteinen. Im Hof stehen zwei lebensgroße Statuen von Giovanni Giuliani, in der Nordwestecke eine Wendeltreppe.
Seit dem 15. Jahrhundert gibt es hier eine Kapelle des hl. Antonius von Padua, die 1662 erneuert worden ist. Neben dem Burgtor aus dem 17. Jahrhundert steht ein großer Rundturm, der um 1902 sein wehrhaftes Aussehen durch einen achteckigen Aufbau und einen Wehrgang erhalten hat. Im Turm befindet sich eine Waffenhalle, darunter das Verlies. Im Obergeschoß des Westtrakts liegt das sogenannte Kaiserzimmer, im Nordtrakt ein großer Saal, davor ein zweigeschoßiger Balkonvorbau mit Säulen.
Der Schlosspark wurde im 19. Jahrhundert angelegt. An der Allee zum Schlosseingang steht ein Kellergebäude mit einem romanischen Säulenkapitell, wie auch in einem Kellerraum des Schlosses, vermutlich Spolien des romanischen Vorgängerbaus der heutigen Kirche von Leutschach.